# Caux (Nièvre)
Pour les articles homonymes, voir Caux (homonymie).
Caux est une ancienne commune éphémère française du département de la Nièvre. Elle n'a existé que quelques années ; entre 1790 et 1794 elle est rattachée à Moraches.
Cette commune porta durant la période révolutionnaire de la Convention nationale le nom de Aron-la-Montagne.